# Milda (mitologia)

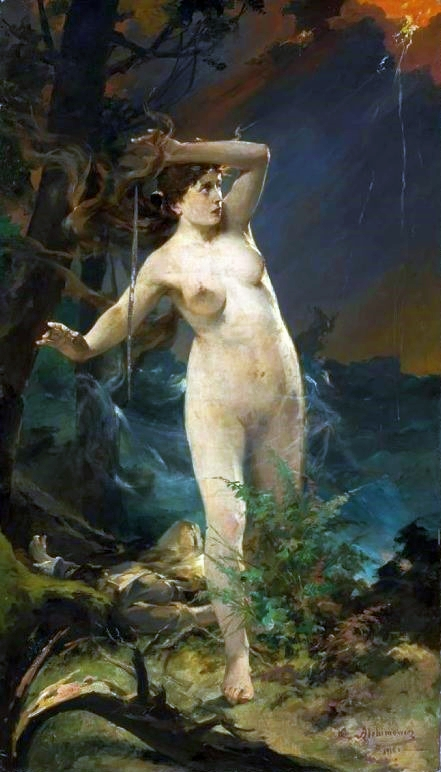
La dea Milda in una tela di Kazimierz Alchimowicz (1910) conservata presso il museo nazionale di Varsavia

Milda, nella mitologia lituana, è la dea dell'amore. Nonostante la sua autenticità sia oggetto di dibattito accademico, Milda è divenuto un nome femminile popolare in Lituania. Le società e le comunità neopagane, compresa la Romuva, organizzano vari eventi in onore della dea Milda nel mese di maggio. Mons Milda, una montagna sul pianeta Venere, deve a lei il nome. La figura femminile in cima al monumento alla Libertà a Riga è affettuosamente chiamata Milda.

## La ricostruzione di Narbutt
Milda è menzionata per la prima volta da Teodor Narbutt (1784-1864) in un suo scritto del 1835 relativo alla storia della Lituania, nel quale afferma anche che la dea veniva festeggiata nel mese di aprile. Secondo lo studioso, Milda era anche conosciuta come Aleksota e templi a lei dedicati sorgevano ad Aleksotas, un distretto oggi a sud della città Kaunas e ad Antakalnis, parte di Vilnius, dove adesso sorge la chiesa di San Pietro e San Paolo. In una lettera di Narbutt del dicembre 1835, Szymon Ławrynowicz (un insegnante di Kaunas) descriveva due immaginette rinvenute nella casa di Perkūnas alla fine del XVIII o all'inizio del XIX secolo: una di esse, secondo il mittente, era dedicata a Perkūnas, il dio del tuono, mentre l'altra a Milda. Un nuovo ritrovamento utile per la ricerca di Narbutt riguardò una statuetta in bronzo rinvenuta nel complesso dei castelli di Vilnius e acquistata da Adam Honory Kirkor e Władysław Syrokomla: la figura riprodotta venne ritenuta quella di Milda. La piccola scultura passò in seguito al museo di antichità di Vilnius.
Secondo Norbertas Vėlius, Narbutt inventò Milda prendendo in prestito l'idea della ninfa romana Alexothe dagli scritti di Dominik Szybiński. Dato che uno dei quartieri di Kaunas si chiama Aleksotas, sarebbe risultato naturale che la posizione del tempio di Milda si fosse trovata lì. Non ci sono prove, né in documenti scritti, ricerche archeologiche o folklore, a sostegno delle affermazioni di Narbutt.

## Dopo Narbutt
Le informazioni di Narbutt furono successivamente riprese e rese popolari da molti altri scrittori e storici, tra cui Dionizas Poška, Jonas Totoraitis e Pranė Dundulienė. Tuttavia, altri autori, tra cui Aleksander Brückner, Norbertas Vėlius, Gintaras Beresnevičius, si mostrarono sempre scettici sulla reale esistenza di questa figura nella mitologia lituana, per via della mancanza pressoché totale di prove in fonti precedenti. Milda deve la sua popolarità a Józef Ignacy Kraszewski, il quale nel 1840 scrisse Anafielas, un poema epico in tre atti in polacco. La prima parte, Witolorauda, menzionava Milda e il suo festival all'inizio di maggio; l'opera venne poi tradotta in lituano e pubblicata più volte, rendendo celebre la figura della dea. La versione in polacco del 1846 era accompagnata da 50 xilografie di Wincenty Smokowski. La Milda immaginata da quest'ultimo ha continuato a influenzare le rappresentazioni successive della donna. Nel 1918, Petras Vaičiūnas scrisse una commedia poetica dedicata a Milda.